# Příze z fóliových pásků
Příze z fóliových pásků jsou textilní výrobky z hladkých nebo profilovaných fólii z umělých hmot.

## Výroba
Na textilní pásky se používá nejčastěji polyethylen, polypropylen a polyester, ojediněle také viskóza. S vývojem výrobní technologie se začalo v 50. letech 20. století, první fóliové pásky přišly na trh v roce 1964.

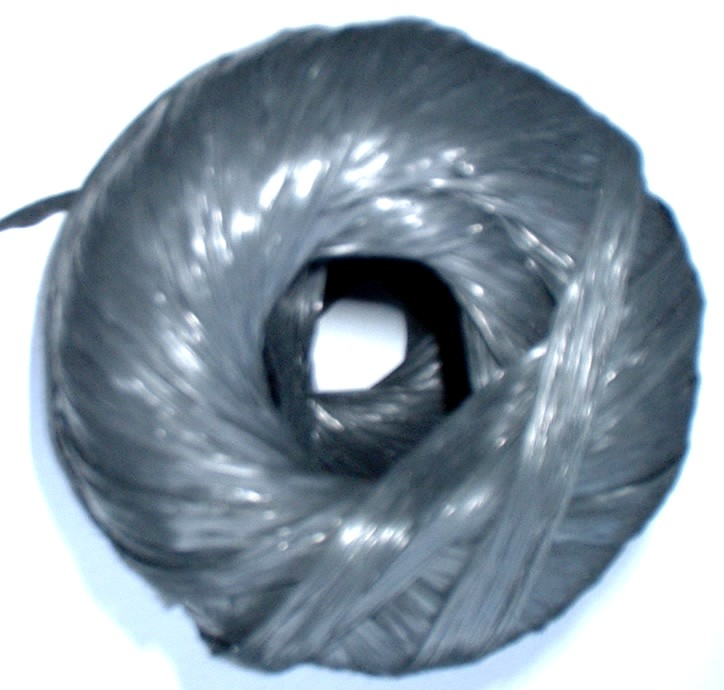
Fóliový pásek na ruční pletení (442 tex z 53 % PP a 47 % PES)

Metody výroby fólie (tloušťka v µm):
a) pro ploché pásky
- litím na chladicí válce (50)
- vytlačováním ve vodní lázni (15-50)
- foukáním (ve formě hadice) a chlazením vzduchem (15-20)

b) pro profilované pásky
- formováním přes trysku (technologie „Barfilex“) (tloušťka 300-600 µm)

Ploché fólie se pak dlouží na dvou- až čtyřnásobek původní délky a dělí na pásky stříháním nebo štěpením ojehlenými válci. Pásky se pak mohou upravovat kadeřením, matováním, vrapováním atd. Hotové výrobky se navíjí zpravidla tzv. přesným soukáním na cívky a zakrucují podobným způsobem jako jednoduché nebo skané příze.
Profilované fólie se dlouží až na desetinásobek, během dloužení se na slabších místech třepí, takže z nich odstávají jednotlivá vlákna a profilované pásky jsou nestejnoměrnější než hladké výrobky.

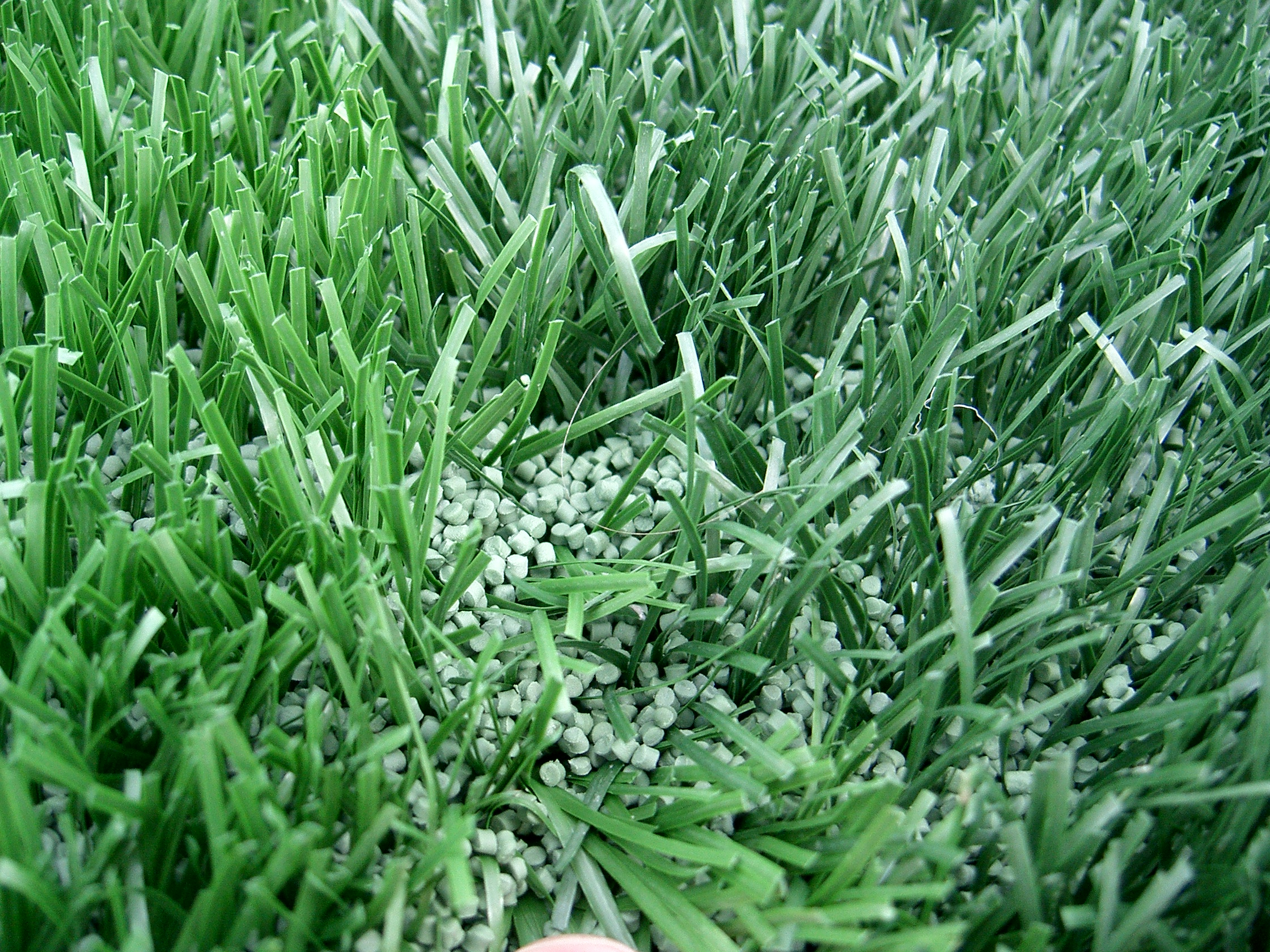
Umělý trávník z fóliových pásků

K výrobě příze se používají kontinuální linky, na kterých se zpracovává prášek nebo granulát přes tvorbu a řezání nebo štěpení fólie až po navíjení hotové příze na křížové cívky. Výkon agragátu se udává (v závislosti na šířce výchozí fólie) mezi 330 a 720 kg/h, hotová příze se navíjí na cívky rychlostí 420-550 m/min.
Fólie se také mohou řezat na pásky až před zpracováním přímo na osnovním pletacím stroji (split knitting) nebo na tkacím stroji (split weaving).
Někteří odborníci považují textilní fóliové pásky za jeden z druhů příze (vedle staplových přízí a filamentů) a pro pásky se používá také označení fóliová příze (Foliengarn) nebo plochá příze (Flachgarn).
Výroba dosáhla v roce 2013 cca 2,6 miliony tun (90 % polypropylen a 10 % polyethylen).

## Vlastnosti a použití
Dloužením získávají fólie vyšší tažnou pevnost než mají filamenty se stejnou jemností (konkrétní údaje nejsou známé). Naproti tomu se dloužením snižuje odolnost proti příčnému tlaku. Tvar pásku zapříčiňuje také vysoký torzní odpor, takže se z pásků nedá vyrábět staplová příze.
Pásky se vyrábí v šířkách 0,8-6 mm, tloušťce 25-50 µm a jako příze v jemnostech 50-500 tex.
Použití:
- jako efektní vložka při ručním pletení (viz snímek vpravo) a vyšívání[8]
- vázací šňůry
- dekorační a technické tkaniny[9]
- podkladové tkaniny na levné koberce a vlasové pásky (niti) pro umělý trávník[10]
- netkané textilie zpevněné proplétáním s použitím na sorbenty, geotextilie, tapety aj.[11]